# Brenda Atkinson
Brenda Atkinson (Bradford, 27 december 1955) is een voormalige Britse wielrenster. Zij was actief op de baan en op de weg.
In augustus 1978 nam Atkinson deel aan het WK op het onderdeel sprint.
In de jaren 1978, 1979 en 1982 werd Atkinson Brits nationaal kampioene op de weg.